# Laxmi Agarwal
Laxmi Agarwal (Nueva Delhi, 1 de junio de 1990) es una activista india de Stop Acid Attacks y anfitriona de televisión. Laxmi es una superviviente de ataque con ácido y defiende los derechos de las víctimas de este tipo de agresión. Ella fue atacada en el año 2005, a los 15 años de edad, por un hombre de 32 años tras haberle rechazado. Su historia, junto a otras, fue contada en una serie sobre víctimas de ataque con ácido que desarrolló el Hindustan Times. También ha abogado en contra de los ataques con ácido mediante la recolección de 27.000 firmas para una petición para frenar las ventas de ácido, y llevar esa causa a la Corte Suprema de India. Su petición llevó al tribunal a ordenar al gobierno central y a los gobiernos estatales que regularan la venta de ácido, y al parlamento a facilitar la persecución de estas agresiones.
Laxmi es la directora de la Chhanv Fundation, una ONG dedicada a ayudar a los supervivientes de ataques de ácido en la India.  El 2014, recibió el Premio Internacional a las Mujeres de Coraje de Estados Unidos entregado por la ex primera dama Michelle Obama. Fue también escogida por NDTV como la India del Año.

## Trayectoria
Laxmi nació en Nueva Delhi en una familia de clase media y fue atacada con ácido cuando tenía 15 años. Inició su carrera como activista con la campaña de Stop Acid Attacks, en la que trabajó como coordinadora desde su inicio. Pronto, Laxmi se convirtió en la voz de los supervivientes de este tipo de agresiones en todo el mundo. Recibió múltiples premios en la India por su trabajo por frenar la venta de ácido y para rehabilitar a los supervivientes de ataques de ácido a través de su fundación. Ahora Laxmi ha empezado su propia campaña Stop Sale Acid.
Desde junio de 2014, Laxmi presenta un programa de televisión, Udaan, en New Express.

## Litigación de interés público en la Corte Suprema
Laxmi, cuyo rostro y otras partes de cuerpo fueron desfigurados a causa de un ataque con ácido, puso en marcha una litigación de interés público en 2006. Siendo menor de edad, Laxmi fue atacada con ácido por tres hombres cerca de la carretera de Tughlaq en Nueva Delhi por haber rechazado casarse con uno de ellos. Su acción legal buscó la elaboración de una nueva ley, o una enmienda a la leyes criminales existentes como IPC, Acto de Evidencia india y CrPC para tratar el delito, además de pedir una compensación. También ha abogado por la prohibición total de la venta de ácido, citando el creciente número de incidentes de ataques de este tipo contra mujeres en todo el país.
Durante una audiencia celebrada en abril, el Centro había asegurado a la Corte Suprema de India que colaboraría con los gobiernos de los estados para formular un plan antes de la próxima audiencia del 9 de julio. Sin embargo, no lo hizo, lo que enfureció al tribunal. Cuando el Centro no elaboró un plan, la Corte Suprema advirtió de que intervendría y dictaría órdenes si el gobierno no formulaba una política para frenar la venta de ácido con el fin de evitar ataques químicos. "No se ve seriedad por parte del gobierno en el manejo del asunto", había dicho el tribunal encabezado por el juez RM Lodha. Anteriormente, en febrero, el Tribunal había ordenado al Centro que convocara en seis semanas una reunión de los Secretarios Principales de todos los estados y territorios de la Unión para debatir la promulgación de una ley que regulara la venta de ácidos y una política de tratamiento, indemnización y atención y rehabilitación de esas víctimas.
Mientras tanto, en 2013, la Corte Suprema falló a favor del alegato de Laxmi y Rupa, creando así un nuevo conjunto de restricciones a la venta de ácido. Bajo las nuevas regulaciones, el ácido no puede ser vendido a ningún individuo menor de 18 años de edad. También se requiere que una persona presente una tarjeta de identidad con fotografía antes de comprar ácido. Laxmi afirma que no ha cambiado mucho sobre el terreno, a pesar de todas las regulaciones. "El ácido está disponible abiertamente en las tiendas. Nuestros propios voluntarios han ido y comprado ácido fácilmente. De hecho, yo misma he comprado ácido", dijo. "Hemos lanzado una nueva iniciativa llamada 'Shoot Acid'. Por medio de la Ley de Derecho a la Información, estamos tratando de adquirir datos relativos a la venta de ácido en todos los distritos. Pretendemos presentar la información recopilada a través de esta iniciativa ante la Corte Suprema para informarles de la situación sobre el terreno".

## Vida personal
Desde enero del 2014, Laxmi tiene una relación con Alok Dixit, que han decidido no casarse y tener una relación de convivencia: 
"Hemos decidido vivir juntos hasta que muramos. Pero estamos desafiando a la sociedad al no casarnos. Nosotros no queremos que venga gente a nuestra boda y comente mi aspecto. El aspecto de una novia es lo más importante para la gente. Así que decidimos no hacer ninguna ceremonia", explica Laxmi. 
Sus familias han aceptado la relación y también su decisión de no tener un matrimonio ceremonial.  Ahora tienen una hija llamada Pihu.

## Huelga de hambre y campaña en contra de la violencia con ácido
Laxmi, junto con otros supervivientes de ataque con ácido empezaron una huelga de hambre que reclama rehabilitación y justicia inmediatas para supervivientes de ataque con ácido. Ha escrito un poema que habla sobre las cosas por las que ella ha pasado.